# Меню для убийства
«Меню для убийства» — телефильм.

## Сюжет
Рэй Александр является частным детективом из города Сан-Франциско, нежелающим, впрочем, слишком афишировать свою деятельность и в основном занимающимся содержанием своего любимого кафе. Но когда происходит убийство судьи и подозрение падает на любовницу чиновника, он решает взяться за дело и очистить само имя этой женщины. В результате среди прочего он раскрывает тайный заговор, направленный против стран третьего мира.

## В ролях
- Луис Госсетт-младший — Рэй Александр
- Джеймс Коберн — Джеффри Уинслоу
- Трэйси Нелсон — Донна Колла
- Тони Колитти — Пол Гарсиа